# Anna Shcherbakova
Anna Stanislavovna Shcherbakova (em russo:  Анна Станиславовна Щербакова; Moscou, 28 de março de 2004) é uma patinadora artística russa. Ela é a campeã olímpica de 2022, campeã mundial (2021) campeã europeia (2022) e medalhista de prata no Campeonato Europeu (2020). Vencedora do Troféu Mundial de Patinação Artística por Equipes (2021). Medalhista de prata da Final do Grand Prix (2019). Três vezes campeã da Rússia (2019, 2020, 2021) e medalhista de prata no Campeonato Russo (2022). Foi medalhista de prata no Campeonato Mundial Júnior em 2019.

Shcherbakova foi a primeira patinadora na categoria individual feminina no nível sênior a aterrissar um salto quádruplo Lutz e dois saltos quádruplo Lutz no mesmo programa. Ela também é a primeira patinadora na categoria individual feminina à aterrisar um salto quádruplo Flip em combinação (triplo toe loop).

## Resultados
GP: Grand Prix; CS: Challenger Series; JGP: Junior Grand Prix
| Internacionais | Internacionais | Internacionais | Internacionais | Internacionais | Internacionais | Internacionais |
| Evento | 16–17          | 17–18          | 18–19          | 19–20          | 20–21          | 21–22          |
| --- | -------------- | -------------- | -------------- | -------------- | -------------- | -------------- |
| Jogos Olímpicos |                |                |                |                |                | 1ª             |
| Mundial |                |                |                | C              | 1ª             |                |
| Europeu |                |                |                | 2ª             | C              |                |
| GP Final |                |                |                | 2ª             |                |                |
| GP Skate America |                |                |                | 1ª             |                |                |
| GP Cup of China |                |                |                | 1ª             |                | C              |
| GP France |                |                |                |                |                | TBD            |
| GP Rostelecom |                |                |                |                | WD             |                |
| GP Italy |                |                |                |                |                | TBD            |
| CS Lombardia |                |                |                | 1ª             |                |                |
| Budapest Trophy |                |                |                |                |                | 2ª             |
| Internacionais: Júnior |                |                |                |                |                |                |
| Mundial Júnior |                |                | 2ª             |                |                |                |
| JGP Final |                |                | 5ª             |                |                |                |
| JGP Canada |                |                | 1ª             |                |                |                |
| JGP Slovakia |                |                | 1ª             |                |                |                |
| EYOF |                |                | 1ª             |                |                |                |
| Nacionais |                |                |                |                |                |                |
| Campeonato Russo |                |                | 1ª             | 1ª             | 1ª             |                |
| Campeonato Russo Júnior | WD             | 13ª            | 3ª             |                |                |                |
| Final da Copa da Rússia Júnior |                | 1ª             |                |                |                |                |
| Eventos por equipes |                |                |                |                |                |                |
| World Team Trophy |                |                |                |                | 1ª T 1ª P      |                |
| TBD = A definir; WD = Abandonou; C = Cancelado E = Resultado por equipes; I = Resultado individual. Medalhas apenas para resultados por equipe |                |                |                |                |                |                |